# Hruštín
Hruštín es un municipio del distrito de Námestovo en la región de Žilina, Eslovaquia, con una población estimada a final del año 2024 de 3184 habitantes.
Se encuentra ubicado al norte de la región, cerca del curso alto del río Váh (cuenca hidrográfica del Danubio), de los montes Tatras y de la frontera con Polonia.

## Demografía
| Año        | 1994 | 2004    | 2014    | 2024    |
| ---------- | ---- | ------- | ------- | ------- |
| Población  | 3057 | 3215    | 3153    | 3184    |
| Diferencia |      | +5,16 % | −1,92 % | +0,98 % |

| Año        | 2023 | 2024    |
| ---------- | ---- | ------- |
| Población  | 3190 | 3184    |
| Diferencia |      | −0,18 % |